# China Investment Corporation
Die China Investment Corporation (CIC) (chinesisch: 中国 投资 责任 公司; Pinyin: zhōngguó tóuzī yǒuxiàn zérèn gōngsī) ist ein staatlicher Vermögensfonds mit Sitz in Peking, der für die Verwaltung eines Teils der Devisenreserven der Volksrepublik China verantwortlich ist. Anfang 2023 verwaltete der CIC ein Vermögen von über 1.351 Milliarden US-Dollar. Er ist vor dem Norwegischen Staatsfonds der größte Staatsfonds der Welt (Stand: Februar 2023). 2013 hatte der Fonds 467 Mitarbeiter. Der Geschäftsführer ist Peng Chun.

## Geschichte
Die Volksrepublik China verfügte 2007 über Währungsreserven in Höhe von 1,4 Billionen US-Dollar. Die China Investment Corporation wurde 2007 mit der Absicht gegründet, diese Reserven zu Gunsten des Staates zu nutzen, modelliert nach Temasek Holdings von Singapur oder Norwegens Pensionsfonds. Die staatliche Central Huijin Investment Corporation wurde als hundertprozentige Tochtergesellschaft mit der neuen Gesellschaft verschmolzen. CIC startete 2007 mit einem Anfangskapital von 200 Milliarden US-Dollar. Um dieses Kapital zu erhöhen, wurden spezielle nationale Schuldverschreibungen ausgegeben. Bei diesem Verkauf von Anleihen wurden 1.550,35 Milliarden Renminbi Yuan (207,91 Milliarden US-Dollar) eingenommen und dem Fonds zugeführt.

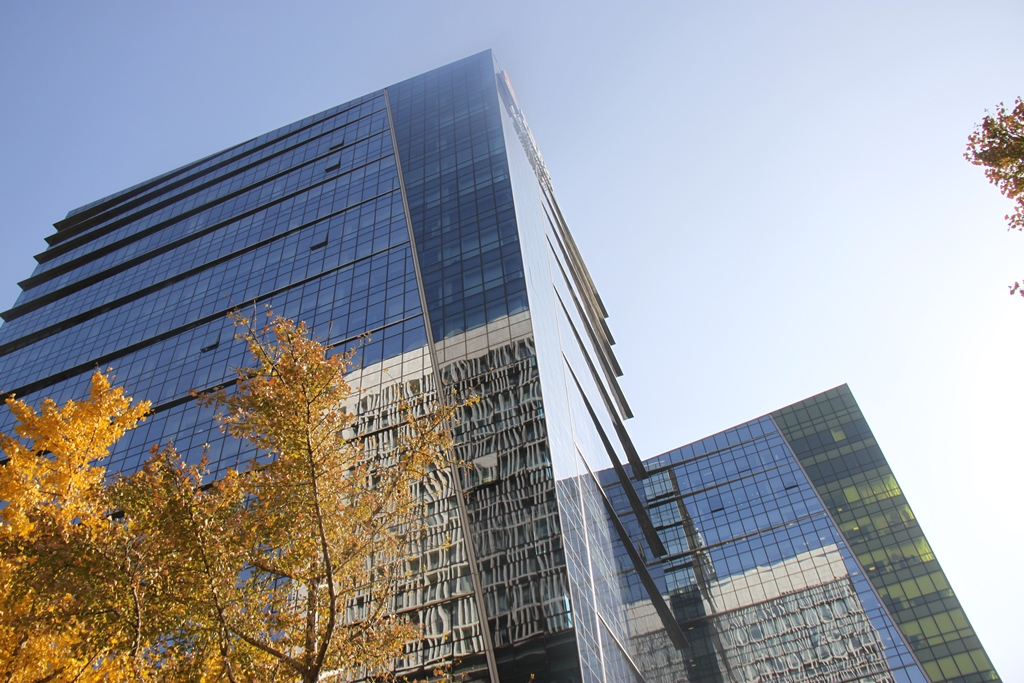
Hauptsitz der CIC in Peking

2018 war das Kapital des Fonds auf über 900 Milliarden US-Dollar gestiegen. Die jährliche Rendite seit der Gründung lag bei 5,94 %.

## Struktur
Der Fonds besteht aus einem Board of Directors, einem Aufsichtsorgan, einem ausführenden Komitee und einem internationalen Beratergremium.
Die Geschäftsführung und der Vorstand der China Investment Corporation berichten letztendlich an den Staatsrat der Volksrepublik China. Die China Investment Corporation wird im politischen Establishment als „fest verankert“ betrachtet, da die Zusammensetzung ihres Vorstandes „erheblichen Einfluss seitens des chinesischen Finanzministeriums“ impliziert. Einige Personen aus Regierungskreisen haben dank des Fonds hohe Vermögen erworben.

## Investitionen
Das Ziel der Investitionen ist, dem chinesischen Staat langfristige Einnahmen zu verschaffen und seine internationalen Wirtschaftsinteressen zu fördern. Der Fonds investiert zudem gezielt in ausländische Unternehmen, um deren Anlagepolitik zu gestalten und an ausländisches Kapital und Wissen zu kommen. 2017 war ca. 50 % des Kapitals in den Vereinigten Staaten investiert. Neben Aktien und Anleihen investiert der Fonds auch in Immobilien.
Nach dem Börsengang von Blackstone (2007) erwarb der Fonds einen Anteil von 9,9 Prozent dieses Unternehmens zu einem Preis von 3 Milliarden US-Dollar. Der Deal blieb damit knapp unter der Schwelle, ab der Risiken für die nationale Sicherheit der Vereinigten Staaten geprüft werden. 2018 stieß der chinesische Fonds diesen Blackstone-Anteil wieder ab.
Im Oktober 2015 wurde die CSSC Carnival Cruise Shipping, ein Joint Venture zwischen der CIC, der China State Shipbuilding Corporation und der Carnival Corporation & plc, gegründet, deren Betrieb voraussichtlich 2019 beginnen wird. Die CIC hatte das Kapital bereitgestellt.
2017 kaufte die CIC das europäische Logistikunternehmen Logicor für einen Preis von 13,8 Milliarden US-Dollar von der Blackstone Group.
Im November 2017 kündigte die CIC gemeinsam mit Goldman Sachs Investitionen von 5 Milliarden US-Dollar in den US-amerikanischen Industriesektor an.

## Mitgliedschaften
Sie ist Mitglied im International Forum of Sovereign Wealth Funds (IFSWF) und hat sich damit verbunden auch den Santiago-Prinzipien für angemessenes Handeln und ordentlicher Geschäftstätigkeit verschrieben.